# Rolf Lövgren
Rolf "Rulle" Lövgren (fullständigt namn Rolf Ivar Allan Löfgren), född 26 maj 1920 i Berg, Skaraborgs län, Västergötland, död 13 januari 2003 i Skövde, Skaraborgs län, Västergötland, var en svensk revyartist. Han var far till politikern Britt-Marie Lövgren.
Lövgren arbetade egentligen som symaskinsförsäljare, men var också en uppskattad revyartist. I hemstaden Skövde medverkade han i såväl revyer som operetter och farser. Han blev riksbekant genom sitt samarbete med Sten-Åke Cederhök, tillsammans gjorde de TV-serierna Jubel i busken och Låt hjärtat va me. Det var Rulle som gjorde telefonsvararrösten i den välbekanta sketchen Sjukkassan (vägförvaltninga i Skultorp).
Under några somrar på 1960-talet spelade han med i Veckans revy på Liseberg i Göteborg. År 1982 medverkade han i Hagge Geigerts revy på Lisebergsteatern, på samma scen spelade han titelrollen i folklustspelet Baldevins bröllop 1988. Han turnerade i folkparkerna med Sten-Åke Cederhök 1986 och fanns givetvis med på Cederhöks avskedsföreställning på Liseberg 1989. 1991 gästspelade han hos Tjadden Hällström i Flottans lilla flamma på Skandiateatern i Norrköping. Han överraskade som karaktärsskådespelare när han gjorde en seriös roll i pjäsen Sista sommaren mot Berta Hall på Göteborgs Stadsteater 1981.
Lövgren är begravd på Sankta Birgittas kyrkogård i Skövde.

## Filmografi
- 1968 – Åsa-Nisse och den stora kalabaliken
- 1980 – Sverige åt svenskarna
- 1984 – Taxibilder (TV-serie)